# 何岳鍾
何岳鍾（1772年—？），廣東廣州府新會縣人，清朝軍事將領，同武進士出身。

## 生平
嘉慶九年（1804年），武舉中試。嘉慶十四年（1809年），成武進士，授藍翎侍衛，清門當差。嘉慶十九年，授廣東外海水師試驗。嘉慶二十年，任碣石鎮標中營候補守備。次年署硇洲營都司、署吳川營中軍守備、吳川營都司。嘉慶二十四年，任吳川營中軍守備。道光五年，任龍門協左營都司。道光七年，署廣東海口協副將、碣石鎮標中軍遊擊。道光八年，署廣東海門營參將、道光九年，署廣東澄海協副將。道光十年，任南澳鎮總兵。道光十二年，任廣東陽江鎮總兵。道光二十年，任浙江黃巖鎮總兵，次年署廣東水師提督。